# Восточная Армения
Восточная Армения (арм. Արևելյան Հայաստան), Закавказская, Кавказская Армения; Перс-Армения (для периода IV—VII вв.); Русская Армения (арм. Ռուսական Հայաստան, для периода начала XIX — начала XX вв.) — термин, которым в историографии обозначаются восточные области исторической Армении.
Древнегреческий историк Ксенофонт в своём труде «Анабасис» упоминает реку Телебоас (совр. Карасу), по которой проходила граница между Восточной и Западной Арменией в V в. до н. э.. Сегодня границу между Западной и Восточной Арменией проводят по долине реки Аракс и Араратской равнине, которая является центром древней культуры и государственности армян.
«Энциклопедия Ислама» указывает площадь Восточной Армении равной около 103 000 км2.

## История термина

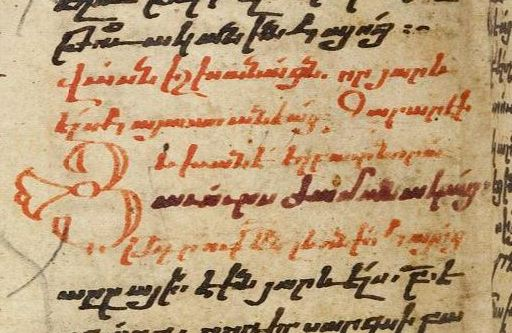
Термин «Восточная Армения» (յարևելս Հայաստանեաց) в тексте историка XIII века Киракоса Гандзакеци: «Об ишханах Восточной Армении Закарэ и брате его Иванэ», 1241—1265 годы

Впервые понятие «Восточная Армения» было использовано для наименования восточной части Армянской сатрапии (VI—IV вв. до н. э.) в составе Ахеменидской империи. Согласно древнегреческому историку Ксенофонту, граница Западной и Восточной Армении проходила по реке Телебоас (приток Евфрата).
В период поздней античности и раннего средневековья данное понятие использовалось для восточных провинций Великой Армении, разделённой между Римской империей и Сасанидской Персией в 387 году н. э..
После раздела региона между Османской империей и Сефевидским Ираном, в соответствии с условиями Зухабского договора (1639), завершившего Турецко-персидскую войну (1623—1639), термин начал применяться географами, историками и путешественниками для обозначения той части армянских земель (к востоку от реки Ахурян), которая отошла к Персии. Восточная Армения включала в себя административные единицы Чухур-Саад (территория будущих Эриванского и Нахичеванского ханств) и Карабахское беглербегство (собственно Карабах, включая Нагорный, а также Гянджа и Зангезур).

## География
Восточная Армения занимает область Араратской долины, долины реки Аракс, а её восточные границы проходят по горным цепям Севана, Гянджи и Карабаха (включая Сюник, Лори, Тавуш и т. д.). Таким образом, включает в себя всю территорию современных Республики Армения, Нахичеванской АР, часть территории современного Азербайджана и Карабах. В более широком смысле составляет восточную половину Армянского нагорья и прилегающих территорий, составляющих часть исторической Армении. Данный регион полностью или частично включает в себя 7 провинций:
- Айрарат и Гугарк — частично[55];
- Сюник[56][57][2][58][36][53][55];
- Арцах[57][59][60][61][62][63][64][65][66][67][68][69][36][70][71][72][73][74][53][41][55][26];
- Утик[75][76][77][68][78][69][55];
- Васпуракан (восточная часть) и Нор-Ширакан (Парскаайк)[79][80][69][81][55].

## История
На протяжении всей истории, контроль над Арменией, имеющей стратегически важное положение и расположенной на стыке Европы и Азии, играл ключевую роль в политике государств региона. Находясь на пересечении основных торговых путей и вблизи крупных центров производств шёлка и других важных товаров, Армянское нагорье было местом постоянных военных конфликтов и опустошительных набегов.

### Поздняя античность

#### I раздел Армянского царства

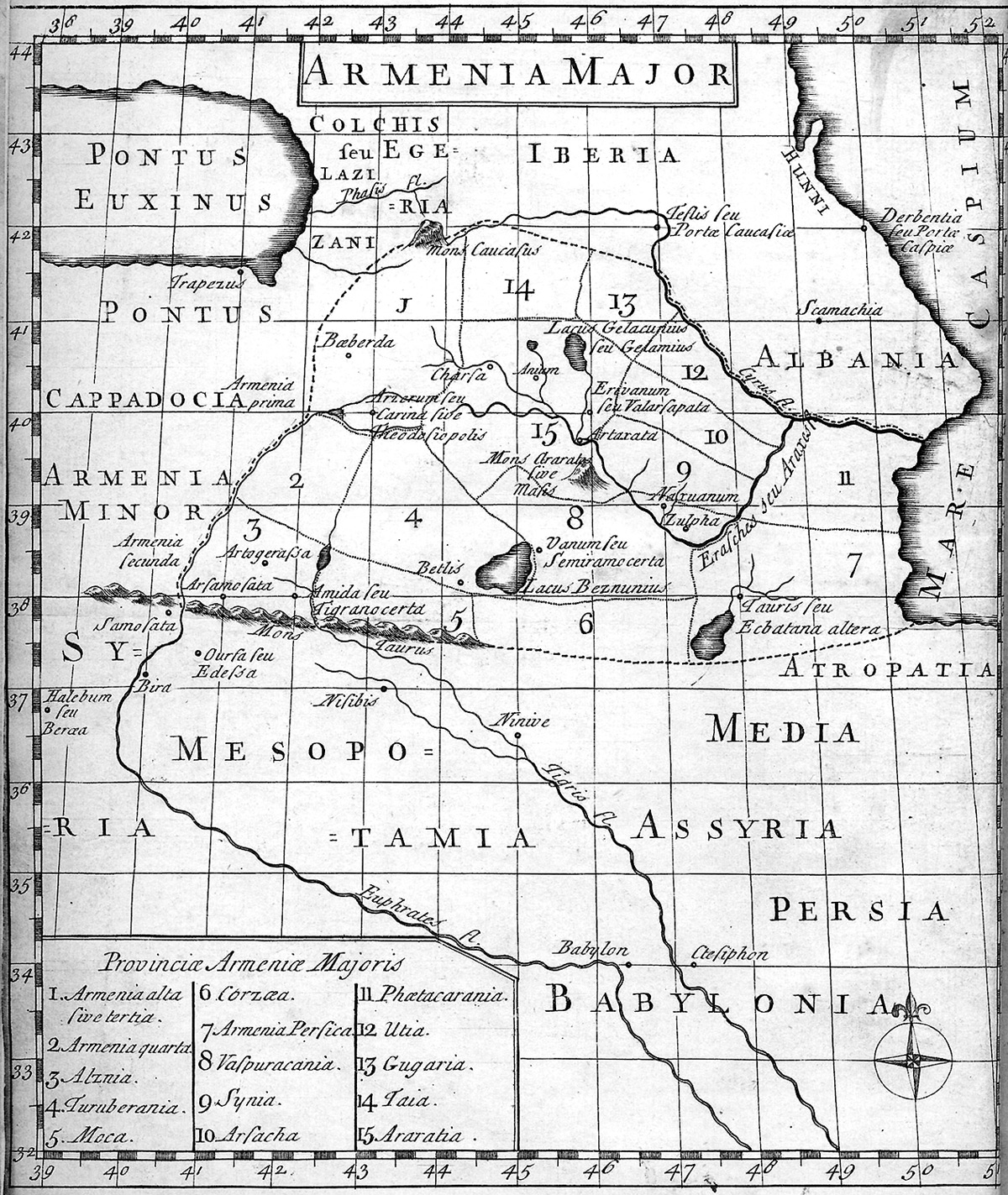
Провинции Великой Армении. George Whiston, опубликована в 1736 году.

Великая Армения в I—IV веках, по карте-вкладышу ко II тому «Всемирной истории» (М., 1956) (Заштрихованы земли Великой Армении, отошедшие от неё к соседним государствам после раздела в 387 году). В центре Марзпанская Армения V—VII века.

Термин «Восточная Армения» впервые был употреблён в конце IV века, когда Великая Армения, став ареной соперничества между Римской империей и Сасанидской Персией, была разделена в 387 году на Восточную и Западную. Ашхары Сюник, Васпуракан, Туруберан, Айрарат, Парсаайк, Корчайк, Мокк, Тайк и Пайтакаран образовали вассальную область под владычеством Сасанидов. Остальная часть Великой Армении вошла в состав Римской империи (Ахдзник, Цопк, Бардзр Айк) и соседних государств: к Иберии отошла провинция Гугарк, к Албании — Арцах и Утик. Территориальные пределы Армении были резко сокращены.
На первое время в Западной и Восточной Армении была сохранена номинальная власть армянских царей династии Аршакидов, но уже в 428 году (а в Римской части — в 391 году) она была низвержена, и последний представитель этой династии — Арташес IV, был лишён царского престола. С этого периода Восточная Армения называлась также «Перс-Армения» и стала персидским марзпанством Армения (управлялась персидским наместником). При этом, с 462 года, Арцах и Утик вошли в соседнее Албанское марзпанство.
Персидские наместники всячески пытались «иранизировать» местное армянское христианское население путём насильственного распространения зороастризма. Подобные процессы происходили также в других сферах — культуре и архитектуре. Это делалось прежде всего для разрыва духовных и культурных связей армян с Византией. Однако действия властей Персии вызвали обратную реакцию — начинается быстрый культурный подъём армянского населения: в 405 году создаётся армянский алфавит, возникает национальная письменность, появляются переводы Библии (в 433 году Библия впервые была переведена на армянский язык), выходят на свет большое количество литературы, появляются армянские историки (Фавстос Бузанд, Агатангелос, Мовсес Хоренаци, Егише, Езник Кохбаци и др.), строится большое количество новых церквей.
В 450 году вспыхивает восстание под предводительством Вардана Мамиконяна, целью которого было остановить насильственную религиозную ассимиляцию, проводимую наместниками персидского шаханшаха на территории Армении. Результатом восстания (см. Аварайрская битва) стало предоставление определённых прав и свобод армянскому населению, а также отказ от его ассимиляции.
Однако через 30 лет политика ассимиляции армян началась вновь, что послужило причиной начала очередного восстания (так называемой Ваанской войны, 481—484), закончившейся победой армян во главе с Вааном Мамиконяном. В результате, шахом Персии была подтверждена автономия марзпанства Армения.

#### II раздел Армении
В 591 году Армения вновь была разделена. Значительная часть армянских земель в составе государства Сасанидов отошла Византии по результатам Ирано-византийской войны (571—591), а именно: Туруберан, Айрарат, Тайк и Гугарк.

### Средние века
Первые арабские завоевания в регионе начались с 40-х годов VII века. Только к концу VIII века арабам удалось подчинить себе значительные территории Армении, кроме территории Нагорного Карабаха, где армянское население смогло организовать сопротивление и дать отпор арабам, сохранив свой автономный статус. Наряду с этим, арабские племена начали переселяться на территорию Армении.

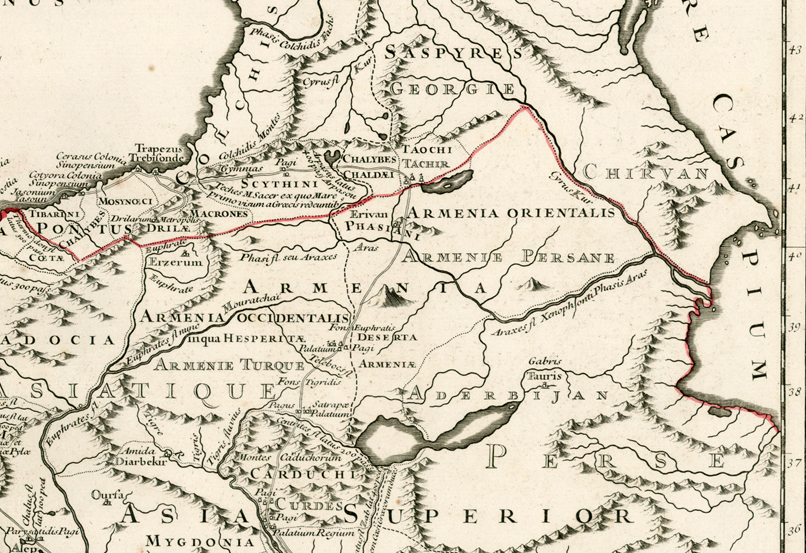
Восточная Армения (Armenia orientalis), Филипп Бюаш, 1740 год.

В 885 году было образовано Армянское царство Багратидов. Оно охватывало бо́льшую часть Восточной Армении. В Восточной Армении находилась часть Анийского царства — Сюник (позднее Сюникское царство), Гугарк (позднее Ташир-Дзорагетское царство) и Хачен (в Нагорном Карабахе).
Первые набеги огуз-туркменских племён, нахлынувших из Средней Азии и утвердившихся в Персии и других частях Передней Азии в Армению, были зафиксированы в самом начале XI века, когда были атакованы Васпураканское и Анийское царства. К 1070-м годам (Битва при Манцикерте), сельджуки распространили своё влияние практически на всю Армению и большую часть Анатолии, вынуждая тысячи армян мигрировать (в частности, в Иранский Азербайджан). Армянское национально-государственное устройство продолжало существовать только в Сюнике (Сюникское царство), Ташире (Лори), Хачене (в Нагорном Карабахе) и Сасуне.
Эти вторжения были не просто военными завоеваниями, вместе с армиями перемещались целые кочевые, тюркоязычные племена, миграция которых в Армению к XVI веку привела к катастрофическим изменениям в этнической структуре населения региона, они обосновались в северо-западных районах Персии (Азербайджане, исторической области к югу от реки Аракс) и Армении. Многочисленные кочевые племена на протяжении целого ряда веков перемещались на территорию Армении и селились в богатых районах с обширными пастбищами.
В 1236 году начались набеги монголов во главе с Чингисханом. К 1245 году, монголы смогли подчинить себе значительную территорию Армении. Монгольские завоевания были разрушительными для армянского населения: множество городов было разорено, осуществлялись массовые убийства. Происходила миграция монгольских племён на территорию Армении, что ещё больше усилило демографические изменения, начавшиеся при сельджуках, а армянское население региона продолжало сокращаться. Население подвергалось несправедливому налогообложению, и только Армянской церкви предоставлялись определённые привилегии.
В период Византийско-сельджукских войн, армяне, составляющие на тот момент большинство населения Восточной Армении, сохраняли своё государственное устройство и свою христианскую веру.
В 1385 году хан Тохтамыш уводит в плен из Арцаха, Сюника и Парскаайка десятки тысяч армян, a с 1386 года и до начала XV века, Армения подвергается разрушительным походам Тамерлана (было уничтожено огромное число людей, а часть была пленена). Его войска дошли до Сюника, Нахичевани и далее двинулись в направлении Эрзерумского . В этот период, земли и пастбища отнимались у местного армянского населения, разорялись целые города (в частности, был разграблен город Ван), происходило массовое заселение территории Армении пришлыми тюркскими кочевниками, а ислам становился доминирующей религией. Число армянского населения уменьшалось.
Автор XIX века Аббас Бакиханов так описывал этот период:
Эмир Теймур (Тамерлан) переселил 50 тысяч семейств каджаров в Кавказский край и поселил их в Эриване, Гандже и Карабаге, где они в течение времени еще более умножились. Многие из этих каджаров при сефевидских шахах были государственными деятелями и управляли Армениею и Ширваном. Это от них произошли эриванские и ганджинские ханы …
В течение XV века части территорий Армении и Персии входили в состав государств, созданных пришлыми тюркскими кочевыми племенами Кара-Коюнлу и Ак-Коюнлу, ведущими междоусобные войны. Армянское население уводилось в плен, а после столетий систематических войн между потомками Тамерлана (Шах Рух) и правителями Кара-Коюнлу (Кара Юсуф, его сыновья Искандар-хан и Джаханшах), на армянском нагорье, которые разорили территорию Армении, многие армяне были вынуждены массово эмигрировать.

В этот период происходил процесс вытеснения армянского населения пришлыми тюркскими кочевниками, территория Армении опустошалась. Значительное число армян стало искать защиты со стороны Русских княжеств и, в дальнейшем, у образованного Русского государства. Только из Сюника были насильственно переселены в район Лори около 6000 домов.

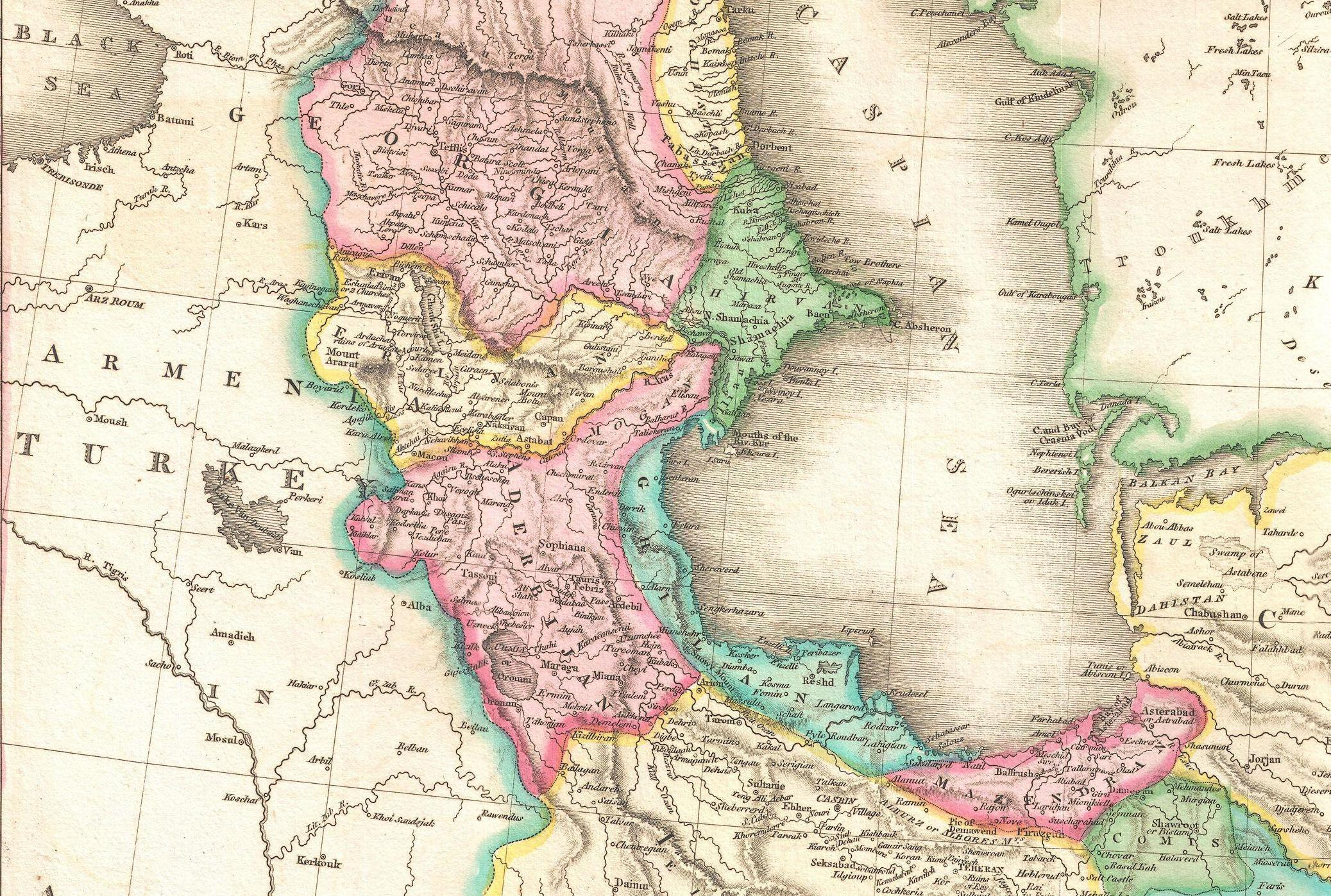
Восточная Армения на карте Персидской империи. Джон Пинкертон, 1818 год.

Невзирая на иностранное господство, усилиями армянских мирян и духовных лидеров, правитель государства Кара Коюнлу Джаханшах-хан, с целью привлечения на свою сторону армянского населения в борьбе против соперничающих кланов, назначил ряд армянских нахараров (князей) в областях Сюник (включая Вайоц Дзор), Арцах и Гугарк. А с целью привлечения симпатий духовенства, он согласился содействовать в восстановлении церквей и перенесению престола в Вагаршапат (Эчмиадзин). Джаханшах распорядился также освободить от государственных налогов Татевский и другие монастыри. В 1441 году центральный орган Армянской Апостольской церкви — престол Верховного патриарха и Католикоса всех армян, был перенесён из Киликии, где он находился с 1149 года, в Эчмиадзинский монастырь — её древнейший исторический центр на территории Армении, а Армянскую церковь признавали правители мусульманских стран региона. Однако все эти позитивные меры не помешали ему при очередном походу пленить около 1500 армян в районе Муша, Битлиса и Ахлата.
Постоянные войны и опустошительные набеги разорили территорию Армении, а армянское население подвергалось грабежу и уводу в рабство (уводили в том числе и младенцев). Огромное число армян постепенно покидало свою родную землю и иммигрировало. Мусульманские правители Армении пытались ассимилировать армянское население путём его отказа от христианства и принятия ислама. Христиане должны были носить различные метки для своей идентификации. Многочисленные войны тюркских племён, велись в основном за счёт уплаты огромных налогов, взимаемых с армянского населения на подконтрольных территориях.
С самого начала XVI века огромный ущерб Армении нанесли непрерывные Турецко-персидские войны, которые велись за контроль в том числе и над её территорией. В этот период обеими армиями опустошались огромные территории Армении, вынуждая армянское население мигрировать, что в итоге приводило к серьёзному сокращению его численности на территориях исторической Армении. Например, во время Турецко-персидской война (1514—1555), персидский Шах Исмаил I прибегнул к тактике разрушения деревень, чтобы остановить наступающие османские войска, чем вынудил тысячи армян покинуть свои дома.
В 1555 году был подписан Мир в Амасье — мирный договор между Сефевидами и Османской империей, разделивший Закавказье и Армению между державами: турки сохранили контроль над городами и ближайшими районами Мосул, Мараш, Ван, Алашкерт, Баязет и Западной Грузии, Сефевиды — Ширван и Тебриз. В ходе войны, сильно пострадало местное армянское население.
Османское господство над частью Восточной Арменией продолжалось в течение чуть более 15 лет и было установлено в результате Турецко-персидской войны (1578—1590). Согласно условиям Стамбульского мирного договора (1590), Персия отказывалась от Тебриза, Ширвана и остальной части Грузии. За годы османского контроля, территории Восточной Армении и всего Закавказья (1578—1607), турецкие власти подвергали армянское население постоянным грабежам и притеснениям. Депортации армянского населения, которой подверглись тысячи человек, происходили в Тебризе, Ване, Карабахе и Нахичевани. Вместо армян османские власти массово заселяли эти территории, включая Сюник и Араратскую долину, пришлыми курдами.
Однако в 1603 году, воспользовавшись анархией, царящей на территории Восточной Анатолии и Армении, шах Персии Аббас I начал новую Турецко-персидскую войну. По его приказу, сефевидская армия осуществляла тактику выжженной земли против османов в Араратской долине, разоряя и уничтожая армянские города и сёла что бы они не могли достаться туркам. По его приказу, из Восточной Армении на территорию Персии были выселены от 250 тыс. до 350 тыс. армян. Только из одного города Джульфа (Джуга) и его окрестных селений, было депортировано 12 000 армянских семей. На места проживания изгнанных армян селились кочевые курды и тюркские племена. Персия вернула себе всю территорию, утраченную по результатам предыдущей войны.
Как отмечает Энциклопедия Ираника: «На протяжении своей многовековой истории армянский народ ещё не подвергался столь серьёзной катастрофе». В районе города Исфахан, переселенцы основали район Новая джульфа, где впоследствии создали крупный центр международной торговли, в том числе и с Россией.

### Новое время

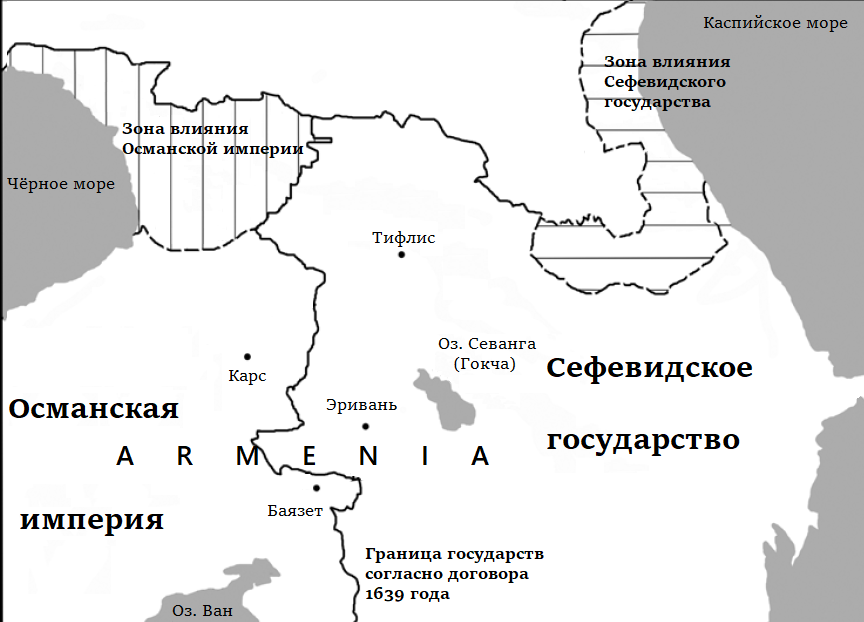
Границы Сефевидской и Османской империй согласно условиям Зухабского мира, 1639

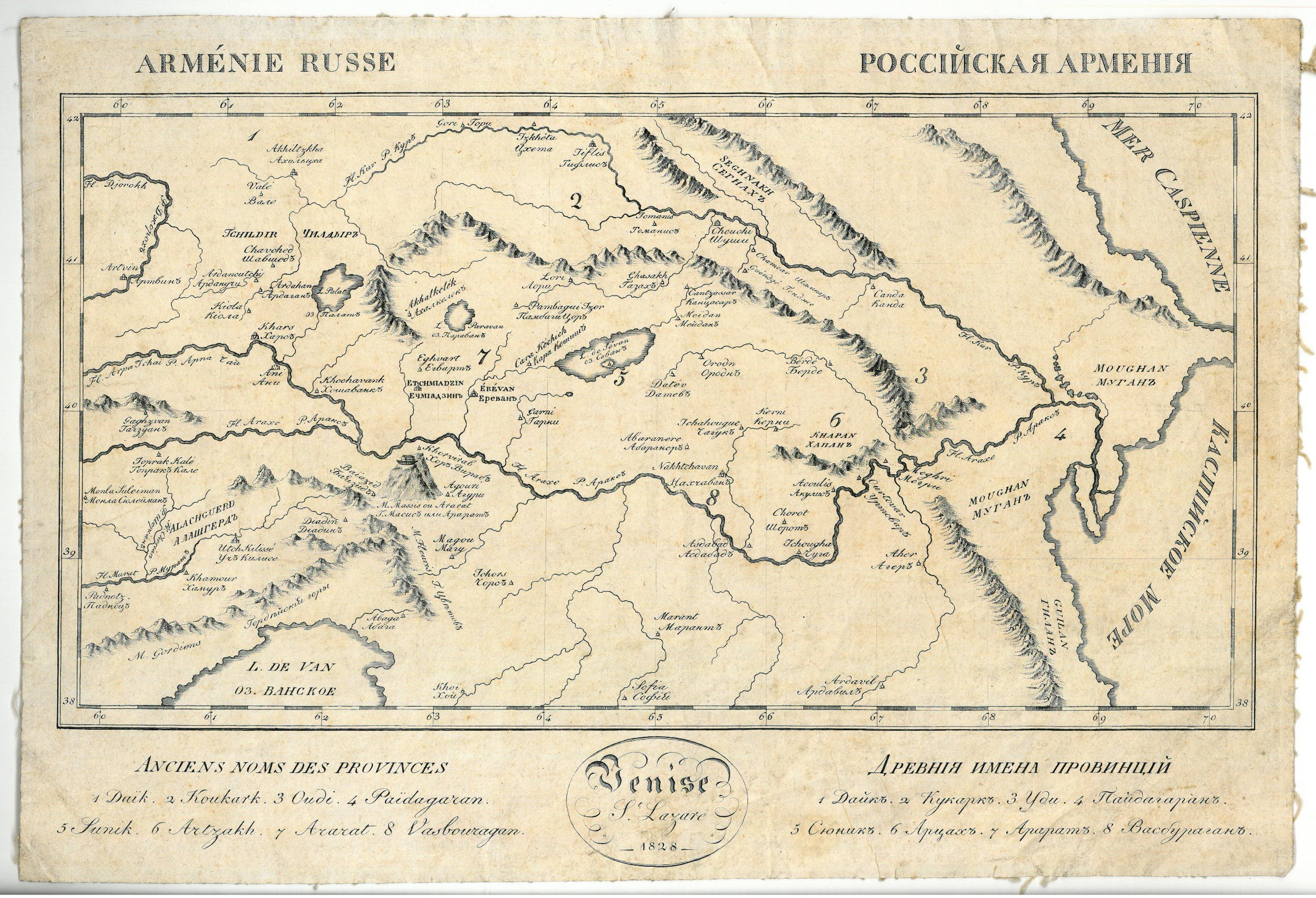
Российская Армения, карта 1828 года

На протяжении нескольких столетий Османская и Сефевидская империи вели постоянные войны за контроль территории Закавказья и Кавказа (включая территорию Армении). Эти события стали причиной ещё более крупных волн миграции армян с ее территории, а также разорением и обезлюдиванием территории Армении и поселением кочевых курдов и тюрок на оставленные армянами земли. Противостояние двух государств завершилось Зухабским мирным договором (1639), согласно которому была установлена новая граница. Произошло ещё одно разделение Армении. Начало новой границы было положено в районе Джавахского хребта, далее следует по реке Ахурян, граница проходила по хребту Армянских гор (западным сколам Большого Арарата) соединяясь с горной системой Загрос. Западнее новой границы оказались территории Западной (2/3 исторической Армении), восточнее — Восточной (Персидской) Армении (1/3).
Восточная Армения в составе Сефевидской Персии была поделена на две административные единицы: Чухур-Саад (включала исторические армянские провинции Айрарат, Гугарк, Васпуракан и Парскаайк) и Карабахское беглербегство (частично, а именно: провинции Арцах, Сюник (Зангезур), Утик и Пайтакаран).
Некоторые крупные города Восточной Армении, расположенные на пересечении важнейших торговых путей из Азии в Европу и наоборот, на протяжении многих веков служили перевалочными базами и местами хранения товаров из Персии, Индии и Китая. Через эту территорию шли торговые пути на рынки России, Османской империи и Западной Европы.
С конца XVIII и до вхождение в состав России (XIX в.), четыре ханства в составе Персии составляли территорию Восточной Армении: Эриванское, Нахичеванское (включая ряд поселений к югу от реки Аракс), Карабахское (включая Зангезур) и Гяднжинское.
Переселение кочевых племён на богатые земли вдоль рек Армянского нагорья, происходившее в течение целого ряда веков, обратило вспять историческое преобладание армянского населения. В связи с постоянной миграцией мусульманского населения на территорию Восточной Армении, насильственной депортацией армян, проведённой шахом Аббасом, и постоянным разорительным набегам и войнам, к началу XIX века «едва ли треть её населения были армянами», армяне сохранили значительное большинство лишь в горных районах Карабаха и Сюника (включая Зангезур). На территории современной Гянджи армяне также стали меньшинством.
С начала XIX века, территории Восточной Армении поэтапно входили в состав Российской империи в результате Русско-персидских (1804—1813 и 1826—1828) и русско-турецкой (1828—1829) войн (согласно условиям Гюлистанского, Туркманчайского и Андрианопольского мирных договоров).
К началу XX века, территория Восточной Армении включала в себя Эриванскую и, частично, Тифлисскую и Елисаветпольскую губернии . Восточная Армения находилась в составе Российской империи вплоть до распада последней в 1917 году (см. Восточная Армения в составе Российской империи).

### Книги
На русском языке
- Анания Ширакаци. Армянская география VII в. по Р. Х. (приписывавшаяся Моисею Хоренскому). Пер. с др.-арм. и коммент. К. П. Патканова. Вступит. ст. К. П. Патканова. = Աշխարհացույց. VII վ. — СПб.: Типография Императорской Академии Наук, 1877.
- Присоединение Восточной Армении к России (Сборник документов). Т.1 / Сост. Ц. П. Агаян, С. А. Тер-Авакимова, Д. А. Мурадян, В. А. Дилоян. — Ереван: АН АрмССР, 1972. — Т. 1 (1801—1813). — 682 с. Также доступно на сайте vostlit.info.
- Присоединение Восточной Армении к России (Сборник документов). Т.2 / Сост. Ц. П. Агаян, В. А. Дилоян, А. В. Алексанян; под ред. С. М. Даниеляна. — Ереван: АН АрмССР, 1978. — Т. 2 (1814—1830). — 659 с. Также доступно на сайте vostlit.info.
- Корюн. Житие Маштоца (пер. Ш. В. Смбатяна и К.А. Мелик-Огаджаняна). — М., 1962.
- Глинка С. Н. Описание переселения армян аддербиджанских в пределы России, с кратким предварительным изложением исторических времён Армении. / почерпнутое из современных записок Сергеем Глинкой. — Москва : В тип. Лазаревых Института вост. яз., 1831. −142 с., [2] л. факс. ; 21 см.
- Ананов И. Н. Судьба Армении / И. Н. Ананов. — Москва : Задруга, 1918. −32 с. ; 23 см. — (Свобода и братство народов).
- Стрижов И. М., Терехова Н. М. Россия и её «колонии»: как Грузия, Украина, Молдавия, Прибалтика и Средняя Азия вошли в состав России. — Даръ, 2007. — 575 с. — (Христианский мир). — ISBN 978-5-485-00111-7.
- В. А. Золотарёв, В. А. Авдеев. Военная история отечества с древних времён до наших дней. В 3 т.. — М.: Мосгорархив, 1995. — Т. 1. — 513 с.
- Хачикян А. Э. История Армении. Краткий очерк. — 3-е изд., перераб. и доп.. — Ереван: Эдит Принт, 2016. — 311 с. — ISBN 978-9939-52-083-4.
- Михалёв С. Н. Военная стратегия: Подготовка и ведение войн Нового и Новейшего времени / Вступ. ст. и ред. В. А. Золоторёва. — М.: Кучково поле, 2003. — 952 с. — ISBN 5-86090-060-0.
- Акты, собранные Кавказской археографической комиссией: Том VII / Берже А. П.. — Тифлис: Тип. Главного Управления Наместника Кавказского, 1878. — 1011 с.
- А. П. Новосельцев, В. Т. Пашуто, Л. В. Черепнин. Пути развития феодализма: (Закавказье, Сред. Азия, Русь, Прибалтика). — М.: Наука, 1972. — 338 с. Доступна для скачивания.
- Шнирельман В. А. Войны памяти: мифы, идентичность и политика в Закавказье / Рецензент: Л. Б. Алаев. — М.: ИКЦ Академкнига, 2003. — 592 с. — ISBN 5-94628-118-6.
- В. Н.  Левиатов. Очерки из истории Азербайджана в XVIII в.. — Баку: АН АзССР, 1948. — 227 с.
- История Востока. В 6 т. / Р. Б. Рыбаков, Л. Б. Алаев, К. З. Ашрафян и др.. — М.: Восточная литература, 2002. — Т. 2. Восток в средние века. — 716 с. — ISBN 5-02-017711-3.
- История Востока. В 6 т. / Р. Б. Рыбаков, Л. Б. Алаев, К. З. Ашрафян и др.. — М.: Восточная литература РАН, 2000. — Т. 3. Восток на рубеже средневековья и нового времени XVI-XVIII вв.. — 696 с. — ISBN 5-02-017913-2.
- Б. А. Рыбаков, М. Т. Белявский, Г. А. Новицкий, А. М. Сахаров. История СССР с древнейших времён до конца XVIII в.. — 2-е изд., перераб. и доп.. — М.: Высшая школа, 1983. — 415 с.
- Рыжов К. В. Кара-коюнлу // Все монархи мира. Мусульманский Восток. VII—XV вв.. — М.: Вече, 2004. — 541 с. — ISBN 5-94538-301-5.
- Петрушевский И. П. Очерки по истории феодальных отношений в Азербайджане и Армении в XVI - начале XIX вв.. — Ленинград: Ленинградский университет, 1949. — 182 с.
- Аракел Даврижеци. 4 // Книга историй. Перевод с армянского.. — М.: Главная редакция восточной литературы издательства «Наука», 1978.
- Григорян З. Т. Присоединение Восточной Армении к России в начале XIX века. — М.: Издательство социально-экономической литературы, 1959. — 184 с.
- П.Т. Арутюнян, С.А. Тер-Авакимова, В.А. Акопян. Армяно-русские отношения в первой трети XVIII века. Сб. документов / А. Р. Иоаннисян. — Ереван: Издательство АН АрмССР, 1964. — Т. 2. Ч. 1. — 818 с.
- П. Т. Арутюнян, С. А. Тер-Авакимова, В. А. Акопян. Армяно-русские отношения в первой трети XVIII века. Сб. документов / А. Р. Иоаннисян. — Ереван: Издательство АН АрмССР, 1967. — Т. 2. Ч.2. — 430 с.
- Всемирная история. В 10 томах. / Е. М. Жуков. — М.: Государственное издательство политической литературы, 1957. — Т. 3.
- Всемирная история. В 10 томах. / М. М. Смирин. — М.: Соцэкгиз, 1958. — Т. 4. — 823 с.
- В. А. Золотарёв, В. А. Авдеев. Военная история отечества с древних времён до наших дней. В 3 т.. — М.: Мосгорархив, 1995. — Т. 1. — 513 с.
- Гадло А. В. Народы Закавказья // Этнография народов Средней Азии и Закавказья: традиционная культура. — СПб.: Издательство Санкт-Петербургского университета, 1998. — 94 с. — ISBN 5-288-02161-9.
- Еремян С. Т. Армения согласно "Географии" 7-го века = Հայաստանը ըստ «Աշխարհացոյց». — Ереван, 1963.
- Мурадян М.А. Восточная Армения в русской историографии XIX в. — Ереван: Айастан, 1990. — 170 с. — ISBN 5540000544.
- П. А. Гринцер, Е. М. Мелетинский, А. Н. Робинсон, Л. З. Эйдлин. История всемирной литературы. Средневековая литература III—XIII вв. / Х. Г. Короглы, А. Д. Михайлов. — М.: Наука, 1984. — Т. 2.. — 672 с.
- Страбон. География в 17 книгах. Перевод с др.-греч. Г. А. Стратановского / О. О. Крюгер, С. Л. Утченко. — М.: Ладомир, 1994. Также доступно тут.
- Г. Г. Саркисян. Таблицы // Население Восточной Армении в XIX - начале XX в.: этнодемографическое исследование = Արևելյան Հայաստանի բնակչությունը XIX դ. - XX դ. սկզբներին / Д.С. Вардумян, Ю.И. Мкртумян. — Ер. НАН РА. Институт археологии и этнографии, Центр этнокультуролог. исследований "Востан": Гитутюн, 2002. — 212 с.
- Кузнецова Н.А. Иран в первой половине XIX века / Ганковский Ю. В.. — М.: Наука. Главная редакция восточной литературы, 1983. — 265 с.
- Гай Плиний Секунд Старший. Естественная история. Кн.VI География (Кавказ, Азия). — 77.
- Дион Кассий. Римская История / Перевод с англ. С. Э. Таривердиевой и О. В. Любимовой. Также доступная английская версия
- Фавстос Бузанд. История Армении / Еремян С. Т.. — Ереван: АН АССР, 1953. Так же доступна на сайте vehi.net.
- Обозрение Армении в географическом, историческом и литературном отношениях / Худобашев А. М.. — СПб.: Тип. 2 Отд. Собственная Е. И. В. канцелярия, 1859. — 560 с.
- Луций Местрий Плутарх. Помпей // Сравнительные жизнеописания. — I—II в.
- М. Хоренский. История Армении. Перевод Н.О. Эмина (с примечаниями и приложениями).. — М.: Типография В.А. Гатцук, 1893. — 363 с.
  - Мовсес Хоренаци. История Армении / Пер. с древнеарм. языка, примечания Г. Саркисяна; Ред. С. Аревшатян. — Ереван: Айастан, 1990.
- Бакиханов, Аббас-Кули-ага. GÜLÜSTANİ - İRƏM. — Баку: АЗЯРБАЙЪАН ССР ЕЛМЛЯР АКАДЕМИЙАСЫ. ТАРИХ вя ФЯЛСЯФЯ ИНСТИТУТУ, 1951.

На английском языке
- George A. Bournoutian. From the Kur to the Aras. A Military History of Russia’s Move into the South Caucasus and the First Russo-Iranian War, 1801—1813. — Brill, 2021. — 318 p. — (Iran Studies, Vol. 22). — ISBN 978-90-04-44516-1. — ISBN 978-90-04-44515-4.
- George A. Bournoutian. A Concise History of the Armenian People: (from Ancient Times to the Present) (англ.). — 2. — Mazda Publishers, 2003. — ISBN 978-1568591414.
- George A. Bournoutian. Armenia and Imperial Decline. The Yerevan Province, 1900–1914. — Routledge, 2018. — 412 p. — ISBN 9781351062626.
- Hovannisian R. G. The Armenian People from Ancient to Modern Times. — Basingstoke: Palgrave Macmillan, 1997. — Vol. I. The Dynastic Periods: From Antiquity to the Fourteenth Century. — 386 p. — ISBN 0-312-10169-4, ISBN 978-0-312-10169-5.
  - Robert H. Hewsen. The geography of Armenia // The Armenian People from Ancient to Modern Times / Richard G. Hovannisian. — NY: Palgrave Macmillan, 1997. — P. 1—18. — 386 p. — ISBN 0-312-10169-4. — ISBN 978-0-312-10169-5.
- Hovannisian R. G. The Armenian People from Ancient to Modern Times. — Palgrave Macmillan, 1997. — Vol. II. Foreign Dominion to Statehood: The Fifteenth Century to the Twentieth Century. — 493 p. — ISBN 0312101686, ISBN 9780312101688.
  - Dickran Kouymjian[англ.]. Armenia from the Fall of the Cilician Kingdom (1375) to the Forced Emigration under Shah Abbas (1604) // The Armenian People from Ancient to Modern Times / Richard G. Hovannisian. — NY: Palgrave Macmillan, 1997. — P. 1—50. — 493 p. — ISBN 0312101686. — ISBN 9780312101688.
  - George A. Bournoutian. Eastern Armenia from the 17th Century to the Russian Annexation // The Armenian People from Ancient to Modern Times / Richard G. Hovannisian. — Palgrave Macmillan, 1997. — P. 81—107. — 493 p. — ISBN 0312101686. — ISBN 9780312101688.
  - Ronald Grigor Suny. Eastern Armenians under tsarist rule // The Armenian People from Ancient to Modern Times / Richard G. Hovannisian. — Palgrave Macmillan, 1997. — P. 109—137. — 493 p. — ISBN 0312101686. — ISBN 9780312101688.
  - Richard G. Hovannisian. The armenian question in the Ottoman empire. 1876-1914 // The Armenian People from Ancient to Modern Times / Richard G. Hovannisian. — Palgrave Macmillan, 1997. — P. 203—239. — 493 p. — ISBN 0312101686. — ISBN 9780312101688.
  - Richard G. Hovannisian. Armenia's road to independence // The Armenian People from Ancient to Modern Times / Richard G. Hovannisian. — Palgrave Macmillan, 1997. — P. 275—302. — 493 p. — ISBN 0312101686. — ISBN 9780312101688.
- Richard G. Hovannisian. Armenia on the Road to Independence (англ.). — University of California Press, 1967. — 364 p.
- George A. Bournoutian. Armenian // An Ethnohistorical Dictionary of the Russian and Soviet Empires / James Stuart Olson, Lee Brigance Pappas, Nicholas Charles Pappas. — Westport, Conn.: Greenwood press, 1994. — 840 p. — ISBN 9780313274978.
- George A. Bournoutian. Eastern Armenia in the Last Decades of Persian Rule, 1807-1828: a political and socioeconomic study of the khanate of Erevan on the eve of the Russian conquest. — Malibu, California: Calif. : Undena Publications, 1982. — 290 p. — ISBN 0890031231. — ISBN 9780890031230.
- Mesrovb Jacob Seth. Armenians in India, from the Earliest Times to the Present Day: A Work of Original Research. — New Delhi: Asian Educational Services, 2005. — 629 p. — ISBN 9788120608122.
- David Nicolle, Christa Hook. Manzikert 1071: The breaking of Byzantium. — UK: Osprey Publishing, 2013. — 96 p. — ISBN 9781780965031.
- Simon Payaslian[англ.]. The History of Armenia: From the Origins to the Present. — NY: Palgrave Macmillan US, 2008. — 294 p. — (Palgrave essential histories). — ISBN 9780230608580.
- F. Kazemzadeh. Iranian relations with Russia and the soviet Union, to 1921 // The Cambridge History of Iran. Vol. 7. From Nadir Shah to the Islamic Republic / Peter Avery, Gavin Hambly, Charles Melville. — NY: Cambridge University Press, 2008. — 1036 p. — ISBN 978-0-521-20095-0.
- Christopher J. Walker. The Armenian presence in mountainous Karabakh // Transcaucasian Boundaries / John Wright, Richard Schofield, Suzanne Goldenberg. — Psychology Press, 2004. — 248 p. — ISBN 9780203214473.
- August Freiherr von Haxthausen. Transcaucasia: Sketches of the Nations and Races Between the Black Sea and the Caspian. — London: Chapman, 1854. — 448 p.
- The Iranian world // The Cambridge History of Iran. Vol. 5. The saljuq and mongol periods / William Bayne Fisher, J. A. Boyle, John Andrew Boyle, Ilya Gershevitch, Ehsan Yarshater, Richard Nelson Frye. — NY: Cambridge University Press, 1968. — 778 p. — ISBN 9780521069366.
- Ronald Grigor Suny. Looking toward Ararat: Armenia in modern history. — Bloomington and Indianapolis: Indiana University Press, 1993. — 289 p. — ISBN 0253207738.
- Ronald Grigor Suny. Transcaucasia, nationalism and social change: essays in the history of Armenia, Azerbaijan, and Georgia. — 2. — University of Michigan Press, 1996. — 543 p. — ISBN 9780472096176.
- Mark Malkasian. "Gha-ra-bagh!": The Emergence of the National Democratic Movement in Armenia. — Detroit, Mich.: Wayne State University Press, 1996. — 236 p. — ISBN 0814326048.
- James Barry. Armenian Christians in Iran: Ethnicity, Religion, and Identity in the Islamic Republic. — Cambridge: Cambridge University Press, 2019. — 322 p. — ISBN 9781108429047.
- Houri Berberian. Armenians And The Iranian Constitutional Revolution Of 1905-1911: The Love For Freedom Has No Fatherland. — NY: Routledge, 2001. — 248 p. — ISBN 9780429981845.
- Percy Sykes. A history of Persia, 3rd edition. — NY: Barnes & Noble, 1969. — Vol. 2. — 616 p.
- Gabriel Basmajian, Edward S. Franchuk, Nourhan Ouzounian. The Heritage of Armenian Literature: From the eighteenth century to modern times / Agop Jack Hacikyan. — Detroit: Wayne State University Press, 2000. — Vol. 3. — 1072 p. — ISBN 9780814332214.
- Leonard F. Wise, E. W. Egan. Kings, Rulers, and Statesmen / Ph.D. Mark Hillary Hansen. — NY: Sterling Publishing Company, 2005. — 318 p. — ISBN 9781402725920.
- Charlotte Mathilde Louise Hille. State Building and Conflict Resolution in the Caucasus. — Brill, 2010. — 359 p. — ISBN 9789004179011.
- Mikaberidze, Alexander. Historical Dictionary of Georgia. — 2. — Rowman & Littlefield, 2015. — ISBN 978-1442241466.
- Sir John Malcolm. The History of Persia from the Earliest Period to the Present Time. — London: Murray, 1829. — 611 p.
- Michael P. Croissant. The Armenia-Azerbaijan Conflict: Causes and Implications. — USA: Greenwood Publishing Group, 1998. — 172 p. — ISBN 978-0275962418.
- Joseph R. Masih, Robert O. Krikorian. Armenia At the Crossroads (англ.). — Amsterdam: Harwood Academic Publishers, 1999. — 142 p. — ISBN 9789057023446.
- Timothy C. Dowling. Volume I. A-M // Russia at War: From the Mongol Conquest to Afghanistan, Chechnya, and Beyond. — Santa Barbara, California: ABC-CLIO, 2015. — 1077 p. — ISBN 1598849484.
- Фаррох К. Iran at War: 1500—1988 (англ.). — Oxford: Osprey Publ., 2011. — 480 p. — ISBN 978-1-78096-240-5.
- Armenia // A Political Chronology of the Middle East / David Lea, Annamarie Rowe, Dr. Isabel Miller. — First edition. — UK: Psychology Press, 2001. — P. 1—7. — 282 p. — ISBN 9781857431155.
- Michael A. Reynolds. Shattering Empires. The Clash and Collapse of the Ottoman and Russian Empires, 1908–1918 (англ.). — Cambridge University Press, 2011. — ISBN 978-0-521-14916-7.
- Andrew C. S. Peacock. Early Seljūq History: A New Interpretation // Routledge Studies in the History of Iran and Turkey. — London: Routledge, 2010. — Vol. 7. — 190 p.
- Armenian Merchants of the Seventeenth and Early Eighteenth Centuries: English East India Company Sources / Vahé Baladouni, Margaret Makepeace. — Philadelphia: American Philosophical Society, 1998. — 293 p. — ISBN 9780871698858.
- Massoume Price. Iran's Diverse Peoples: A Reference Sourcebook. — ABC-CLIO, 2005. — 376 p. — ISBN 9781576079935.
- William Blackwood and sons. Blackwood's Edinburgh Magazine. — London: W. Blackwood & Sons, 1849. — Vol. 65. — 782 p.
- Gabriel Basmajian, Edward S. Franchuk, Nourhan Ouzounian. The Heritage of Armenian Literature: From the eighteenth century to modern times / Agop Jack Hacikyan. — Detroit: Wayne State University Press, 2000. — Vol. 3. — 1072 p. — ISBN 9780814332214.
- Rudolph P. Matthee, David Morgan. The Politics of Trade in Safavid Iran: Silk for Silver, 1600-1730. — Cambridge University Press, 1999. — 290 p. — (Cambridge Studies in Islamic Civilization). — ISBN 9780521641319.
- Ch. Carter, Y. L. Arbeitman. [Carter, Arbeitman The Asia Minor Connexion: Studies on the Pre-Greek Languages in Memory of Charles Carter] / Y. L. Arbeitman. — Peeters Publishers, 2000. — 243 p. — ISBN 9789042907980.
- The English Cyclopaedia: Geography / Charles Knight. — London: Bradbury, Evans, 1866. — Vol. II.
- Huberta von Voss-Wittig. Portraits of Hope: Armenians in the Contemporary World. — Berghahn Books, 2007. — 340 p. — ISBN 9781845452575.
- Heinz Ohme. Das Concilium Quinisextum und seine Bischofsliste. — Walter de Gruyter, 1990. — 423 p. — ISBN 9783110124323.
- Roderick Beaton, David Ricks. Digenēs Akritēs: new approaches to Byzantine heroic poetry. — Variorum, 1993. — 196 p. — ISBN 9780860783954.
- Armenia // A Dictionary of World History / Anne Kerr, Thomas Edmund Farnsworth Wright, Edmund Wright. — Oxford, UK: Oxford University Press, 2015. — С. 35—36. — 712 p. — ISBN 9780199685691.
- Bayarsaikhan Dashdondog. The Mongols and the Armenians (1220-1335) / Michael R. Drompp, Devin DeWeese. — Leiden, Boston: Brill, 2011. — 270 p. — (Brill's Inner Asian Library, Volume: 24). — ISBN 978 90 04 18635 4.
- Robert H. Hewsen. The Geography of Ananias of Sirak (ASXARHACOYC). — Reichert, 1992. — 501 p.
- Robert H. Hewsen. Armenia: A Historical Atlas. — University of Chicago Press, 2001. — 332 p.
- Cyril Leo Toumanoff. Studies in Christian Caucasian History. — Washington, D.C.: Georgetown University Press, 1963. — 599 p.
- Team of authors. The Biographical Dictionary of the Society for the Diffusion of Useful Knowledge. Society for the Diffusion of Useful Knowledge (GB). — London: Longman, Brown, Green, and Longmans, 1844. — Vol. III.
- Christopher J. Walker. The armenian presence in mountainos Karabakh // Transcaucasian Boundaries / John F. R. Wright,  Richard Schofield, Suzanne Goldenberg. — UCL Press, 1996. — 248 p. — ISBN 9781857282351.
- Rouben Paul Adalian. Historical Dictionary of Armenia. — Scarecrow Press, 2010. — 674 p. — ISBN 9780810874503.
- Mark Levene. Devastation. — OUP Oxford, 2013. — Vol. I: The European Rimlands 1912-1938. — 576 p. — ISBN 9780199683031.

На немецком языке
- Josef Markwart[англ.]. Eranshahr. — Berlin: Weidmannsche buchhandlung, 1901. — Bd. III.

### Статьи
На русском языке
- Н. Г. Волкова. Этнические процессы в Закавказье в XIX—XX вв. // Кавказский этнографический сборник  / В. К. Гарданов. — М., 1969. — № Вып. IV. — С. 3—54.
- А. П. Новосельцев. К вопросу о политической границе Армении и Кавказской Албании в античный период // Кавказ и Византия. — 1979. — Вып. 1. — С. 10—18.
- С. В. Юшков. К вопросу о границах древней Албании // Исторические записки. — 1937. — С. 129—148.
- Б. А. Дорн. Каспий. О походах древних русских в Табаристан // Записки Академии Наук. — 1875. — Т. XXVI, приложение 1.
- А. О. Яновский. О древней Кавказской Албании // Журнал Министрерства народного просвещения. — 1846. — Вып. ч. 52. — С. 97.
- Петросян Е. С. Роль Сисанидского Ирана в формировании картины мира восточных армян в IV—V вв // Древний мир: История и археология. Труды Международной научной конференции «Дьяковские чтения» кафедры истории древнего мира и средних веков им. проф. В. Ф. Семёнова МПГУ (3 декабря 2016 г.)  / Н. И. Винокуров, Ю. В. Куликова, А. В. горохова. — М.: МПГУ, 2017. — С. 52—57.

На английском языке
- Dr. Edmund Herzig. Armenia (en.) // Eastern Europe, Russia and Central Asia. 3rd edition. — UK: Taylor & Francis, 2002. — P. 73—99. — ISBN 1470-5702.
- George A. Bournoutian. The Population of Persian Armenia Prior to and Immediately Following its Annexation to the Russian Empire, 1826-32 (en.) // NATIONALISM AND SOCIAL CHANGE IN TRANSCAUCASIN. — 1980. — 25 апреля.
- George A. Bournoutian. The Politics of Demography: Misuse of Sources on the Armenian Population of Mountainous Karabakh (en.) // Journal of the Society for Armenian Studies 9. — New York, 1999.
- Richard G. Hovannisian. Russian Armenia. A Century of Tsarist Rule (en.) // Jahrbücher für Geschichte Osteuropas. — 1971. — Март. — P. 31—48. — JSTOR 41044266.
- Knarik Avakian. The Early History of Armenian Emigration to the USA: Evidence from the Archives of the Armenian Patriarchate of Constantinople (en.) // Journal of the Society for Armenian Studies. — University of Michigan, 2008. — Vol. 17. — P. 97—126.
- Levon Vartanesyan. An Armenian Signet Ring from Afion Karahissar (en.) // Journal of the Society for Armenian Studies. — University of Michigan, 2008. — Vol. 17. — P. 207—210.
- U.S. Congress. House. Committee on Banking, Finance, and Urban Affairs. Subcommittee on Economic Stabilization. The land of Karabagh: geography & history prior to 1920 (en.) // Eastern Europe: Exchange Opportunities : Hearings Before the Subcommittee on Economic Stabilization of the Committee on Banking, Finance and Urban Affairs, House of Representatives. — Washington: U.S. Government Printing Office, 1990. — 14-15 febrary (вып. One Hundred First Congress, Second Session). — P. 274—275.
- Nina Garsoian. Armano-Iranian Relations in Pre-Islamic Period (en.) // Iran Chamber Society. — 2004.
- Robert H. Hewsen. The Kingdom of Arc'ax (Artsakh) (en.) // Medieval Armenian Culture (University of Pennsylvania Armenian Texts and Studies)  / Thomas J. Samuelian, Michael E. Stone. — Scholars Press, 1984. — P. 42—68.

### Энциклопедии
- Encyclopedia Iranica. Armenian and Iran II. The pre-Islamic period // Encyclopedia Iranica.
- Encyclopedia Iranica. Armenian and Iran IV. Iranian influences in Armenian Language // Encyclopedia Iranica.
- Encyclopædia Iranica. Armenian and Iran VI. Armeno-Iranian relations in the Islamic period // Encyclopædia Iranica.
- Encyclopedia Iranica. Ayrarat // Encyclopedia Iranica.
- Encyclopedia Britannica. History of Transcaucasia / Russian penetration // Encyclopedia Britannica.
- Encyclopedia Britannica. History of Transcaucasia / Armenia // Encyclopedia Britannica.
- Encyclopedia Britannica. Ejmiatsin // Encyclopedia Britannica.
- Armenia // The Oxford Encyclopedia of Economic History. / Joel Mokyr. — NY: Oxford University Press, 2003. — Vol. 5. — 2824 p. — ISBN 9780195105070.
- Arminiya // The encyclopedia of Islam / H. A. R. Gibb, J. H. Kramers, E. Levi-Provençal, J. Schacht, B. Lewis, Ch. Pellat. Assisted by S. M. Stern (pp. 1—330), C. Dumont and R. M. Savory (pp. 321—1359). — Leiden, Netherlands: E.J. Brill, 1986. — Vol. I. A-B. — P. 634—650. — 1359 p. — ISBN 90-04-08114-3.
- J. Denis Derbyshire, Lan Derbyshire. Encyclopedia of World Political Systems. — NY: Routledge, 2016. — Vol. 1. — 957 p. — ISBN 9781317471561.
- Armenians // Encyclopedia of the Peoples of Africa and the Middle East / Jamie Stokes. — NY: Facts on File, 2009. — P. 52—66. — 880 p. — ISBN 9781438126760.
- Vol. I. A-I // Encyclopaedic Ethnography of Middle-East and Central Asia / R. Khanam. — New Delhi: Global Vision Publishing House, 2005. — 318 p. — ISBN 8182200628. — ISBN 9788182200623.
- James Minahan. Vol. IV: S-Z // Encyclopedia of the Stateless Nations: Ethnic and National Groups Around the World. — Westport, Conn: Greenwood Press, 2002. — 2241 p. — ISBN 9780313316173.
- Encyclopedia of the Developing World / Thomas M. Leonard. — Taylor & Francis, 2006. — Vol. 1. — 1759 p. — ISBN 9780415976626.
- August Pauly, Georg Wissowa, Wilhelm Kroll, Kurt Witte, Karl Mittelhaus, Konrat Ziegler. Band I, Halbbände 1—2, Aal—Apollokrates // Paulys Realencyclopädie der classischen Altertumswissenschaft.. — Stuttgart: J. B. Metzler, 1894. — P. 1303.
- Албания // Энциклопедический словарь Брокгауза и Ефрона : в 86 т. (82 т. и 4 доп.). — СПб., 1890—1907.